# Amantes - Amanti
Amantes - Amanti (Amantes) è un film del 1991 diretto da Vicente Aranda. 
Soggetto tratto da una storia vera nel contesto di una Spagna austera, quella della dittatura franchista, ben diversa da quella proposta dal cinema degli anni '80 e dei primi '90, della cosiddetta movida. Inizialmente previsto come film TV della fortunata serie La huella del crimen (L'impronta del crimine) della RTVE, la televisione di stato spagnola, si decise infine di convertire il progetto per il cinema, ottenendo gran successo di pubblico.

## Trama
Madrid, metà anni cinquanta. Mancano pochi giorni a Natale e Paco, un giovane di paese, terminato il servizio militare, decide di restare nella capitale per cercare un lavoro che gli permetta di vivere dignitosamente. Trini, la sua fidanzata, è riuscita a mettere da parte una piccola fortuna dopo anni passati a lavorare come domestica presso la famiglia del comandante della caserma dove svolgeva il servizio militare Paco.
Il giovane ha bisogno di un posto dove vivere fino al matrimonio con Trini; lei, allora, gli dà l'indirizzo di Luisa, una vedova che affitta una camera. Grazie all'interessamento del suo ex-comandante, Paco trova anche lavoro in una fornace, che però lascia poco dopo non ritenendolo adatto a lui.
Luisa, che sopravvive con piccole truffe, è una donna bella ed affascinante, e così finisce per sedurre Paco, che cade nella sua rete di passione e piacere. Il ragazzo sparisce così per diversi giorni senza più dare sue notizie a Trini, complice anche il fatto che la ragazza è molto pudica e rifiuta continuamente gli approcci amorosi di Paco. Questo fa sì che la giovane cominci a sospettare qualcosa e ben presto ne ha la conferma: Paco intrattiene una relazione con la sua padrona di casa. Dopo aver chiesto consiglio alla signora Elvira, moglie del comandante, Trini (ancora vergine) decide di concedersi a Paco per cercare di allontanarlo da Luisa. Inizialmente sembra riuscirci, ma Paco non riesce a dimenticare Luisa che dal canto suo non è affatto disposta a rinunciare al giovane amante.
Quando a Luisa servirà molto denaro per pagare un malfattore a cui aveva sottratto delle sigarette di contrabbando, lei non si farà scrupoli a spingere Paco a truffare Trini per prenderle il denaro e quindi a ucciderla, quasi come prova d'amore. L'ingenua ed innamorata Trini sarà così la vittima inconsapevole dei due amanti.

## Riconoscimenti
- 1992 - Premio Goya
  - Miglior film
  - Miglior regista a Vicente Aranda
  - Candidatura Miglior attore protagonista a Jorge Sanz
  - Candidatura Migliore attrice protagonista a Victoria Abril
  - Candidatura Migliore attrice protagonista a Maribel Verdú
  - Candidatura Miglior sceneggiatura originale a Álvaro del Amo, Carlos Pérez Merinero e Vicente Aranda
  - Candidatura Miglior montaggio a Teresa Font
- 1992 - Festival di Berlino
  - Migliore interpretazione femminile a Victoria Abril
  - Candidatura Orso d'oro a Vincente Aranda